# 台湾小红门兰
台湾小红门兰（学名：Ponerorchis taiwanensis）也称台东兰、台湾兰、台湾小蝶兰、台湾红兰、白花台东兰、台湾红门兰、台东红门兰，为兰科小红门兰属下的一个种。